# Skafot
Et skafot er en forhøjning eller platform, hvorpå en dødsdømt henrettes, ved halshugning.